# 世紀末芸術
世紀末芸術（せいきまつげいじゅつ）は、1890年代から20世紀初頭にかけて、おもにヨーロッパの都市を中心に流行した諸芸術のなかで一定の傾向を示す一群のことを指す。一般に、幻想的・神秘的・退廃的な性格を有するとされる。ただし、一定の流派を指す用語ではない。

## 概観

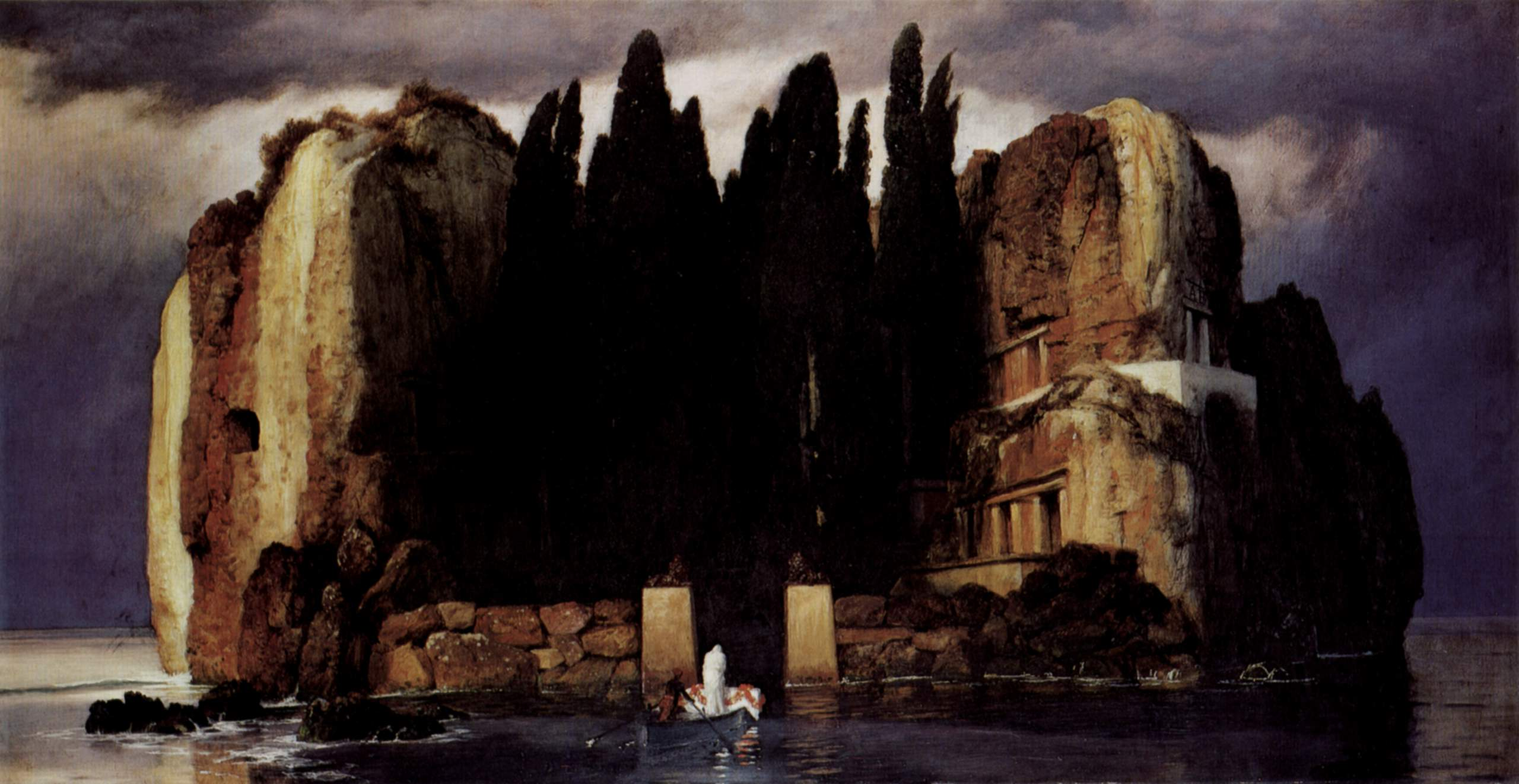
スイスのベックリンの代表作『死の島』1880年

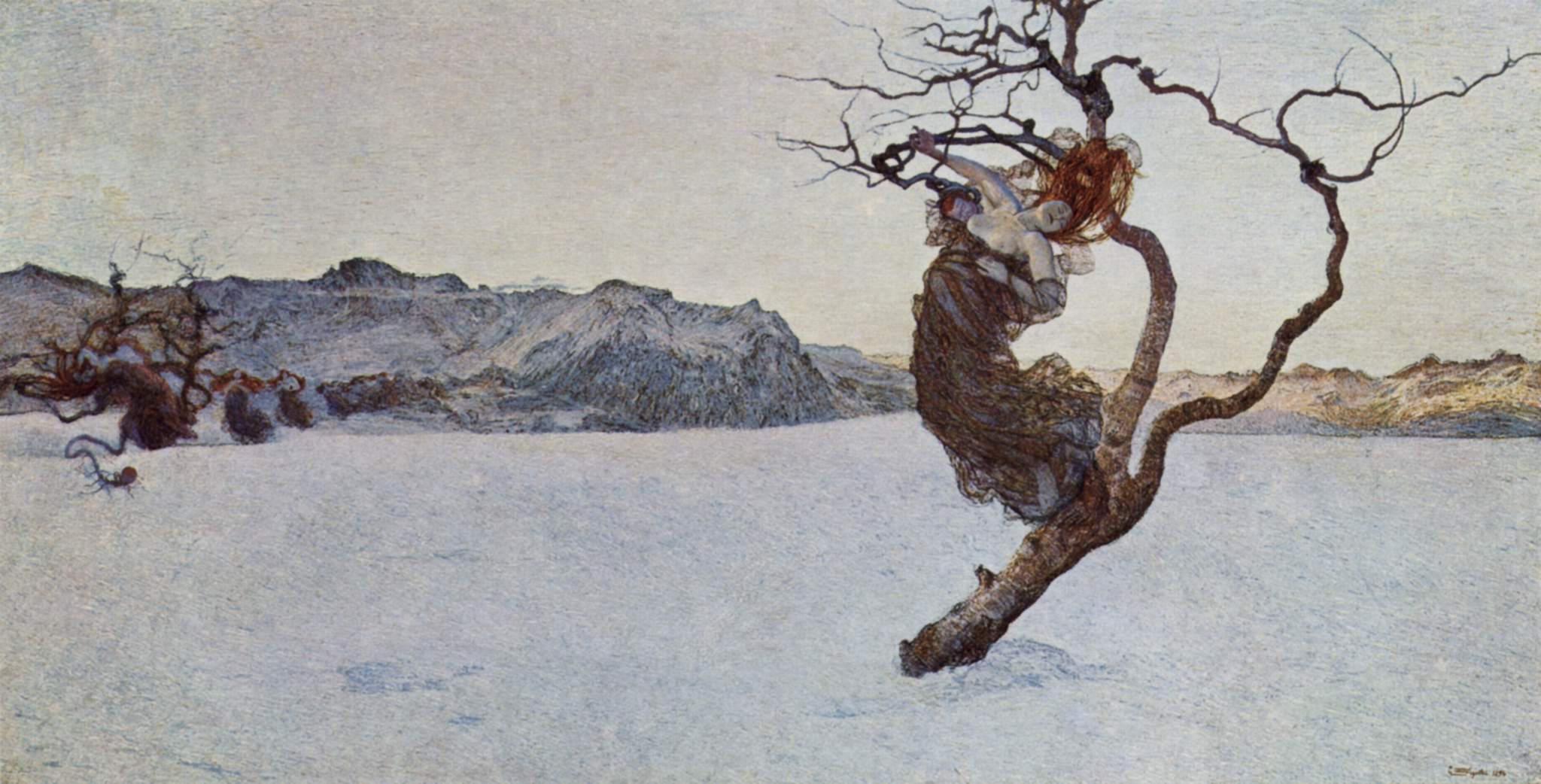
イタリアのセガンティーニは「アルプスの画家」と呼ばれた。『嬰児殺し』1894年

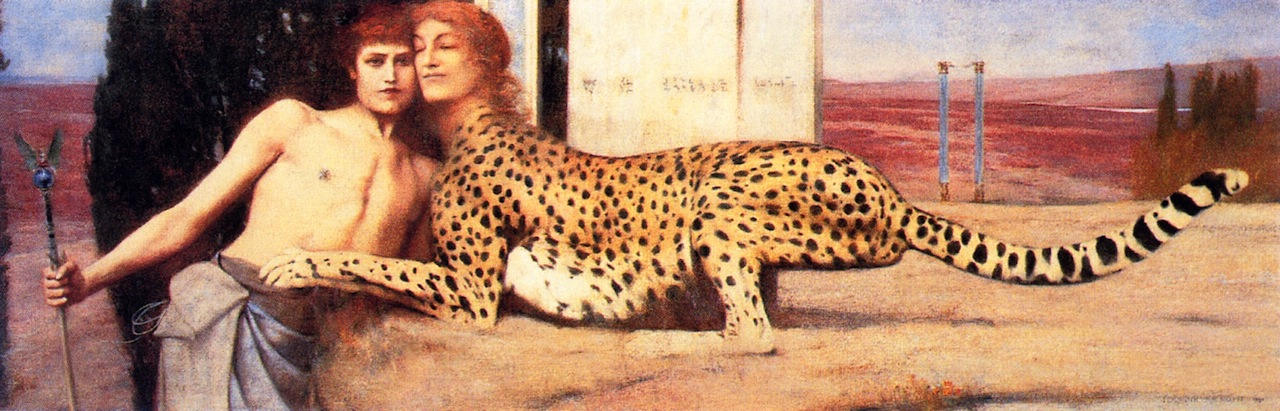
クノップフ『芸術（愛撫もしくはスフィンクス）』1896年

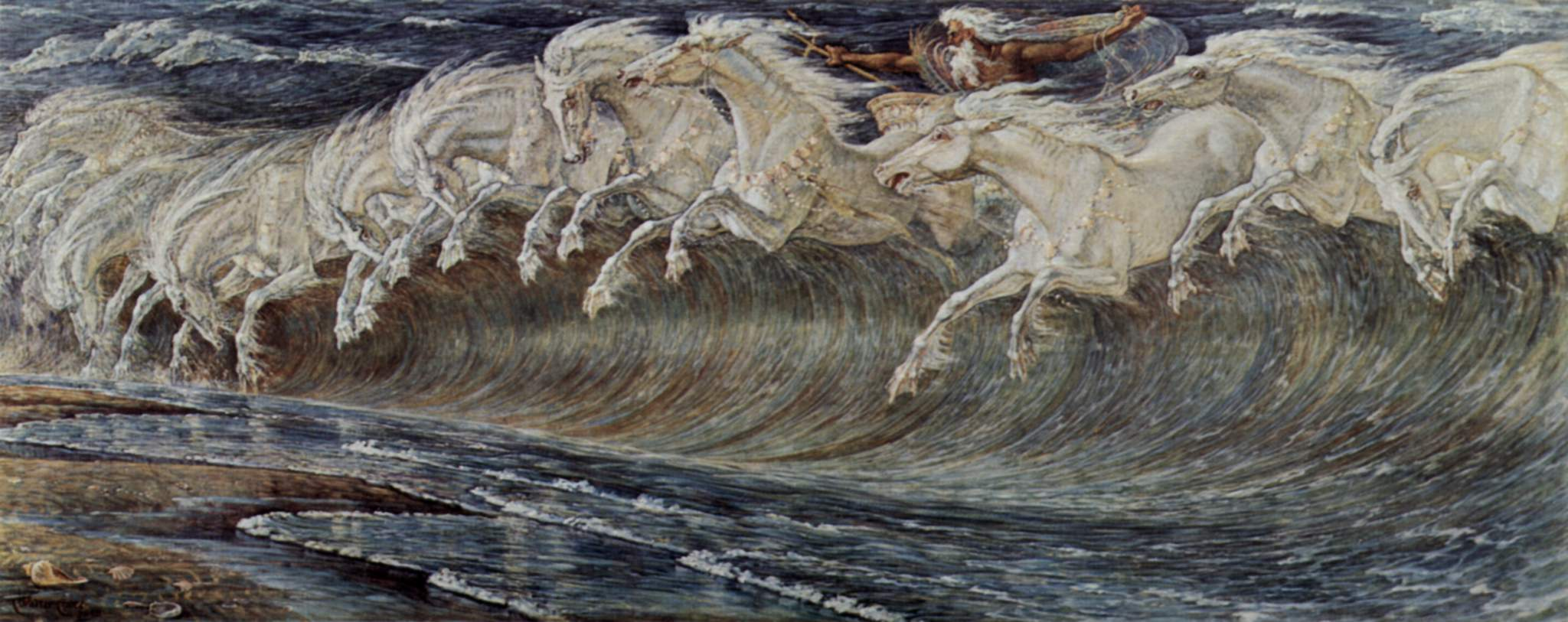
クレイン『海神ネプトゥヌスの馬』1892年

ロンドンでは「鬼才」「世紀末の異端児」と呼ばれたオーブリー・ビアズリーの黒白の鋭いペン画が話題をさらい、多くの人々がエドワード・バーン＝ジョーンズの描く美しい世界にため息をもらした。オスカー・ワイルドがファム・ファタール（運命の女）を描いたグロテスクで官能的な戯曲『サロメ』が大成功を収め、その英語版にはビアズリーの挿絵が添えられた。
パリでは、のちに「小さき男、偉大なる芸術家」と賞されたトゥールーズ＝ロートレックのポスターや、モラヴィア出身でグラフィックデザイナーとして活躍したアルフォンス・ミュシャの版画・ポスター・挿絵などが芸術分野に新機軸を開き、エミール・ガレやドーム兄弟などのガラス工芸がもてはやされた。絵画ではオディロン・ルドンが華麗で幻想的な作品を発表して話題となり、聖書や神話の一節を好んでテーマとしたギュスターヴ・モローもその精緻な作風が人気を集めた。
ウィーンでは、グスタフ・クリムトの描く官能的で退廃的な絵画が話題をさらい、オットー・ワーグナーの建築はその機能美が注目を浴びた。ボヘミア生まれのグスタフ・マーラーはウィーン宮廷歌劇場の音楽監督とウィーン・フィルハーモニー管弦楽団の指揮者を務めてウィーンの空気と人々の心を震わせ、文芸の世界では16歳にして詩集が認められた早熟な天才フーゴ・フォン・ホーフマンスタールが現れた。
スペインのカタルーニャでも、のちに巨匠と呼ばれるアントニ・ガウディが有機的な曲線を多用した独創的な表現で建築に新地平をひらいた。スイスのアルノルト・ベックリンの『死の島』、イタリアのジョヴァンニ・セガンティーニの『嬰児殺し』はともに死を題材にした絵画であるが、島、髪、樹木などにみられる象徴主義的な表現は、他の作品や芸術分野でも顕著にみられる世紀末芸術の特徴ともいえる。
ベルギーのジェームズ・アンソールやフェルナン・クノップフ、ノルウェーのエドヴァルド・ムンクなど、いずれも象徴性の高い絵を描いたこの時期の画家たちは、そろってサロメやオルフェウスを描いた。そしてまたニンフやメデューサ、スフィンクス、牧神など、エキゾティックな題材を好んで取り上げる傾向が著しかった。

## 「世紀末」芸術

### 「世紀末」の意味するもの

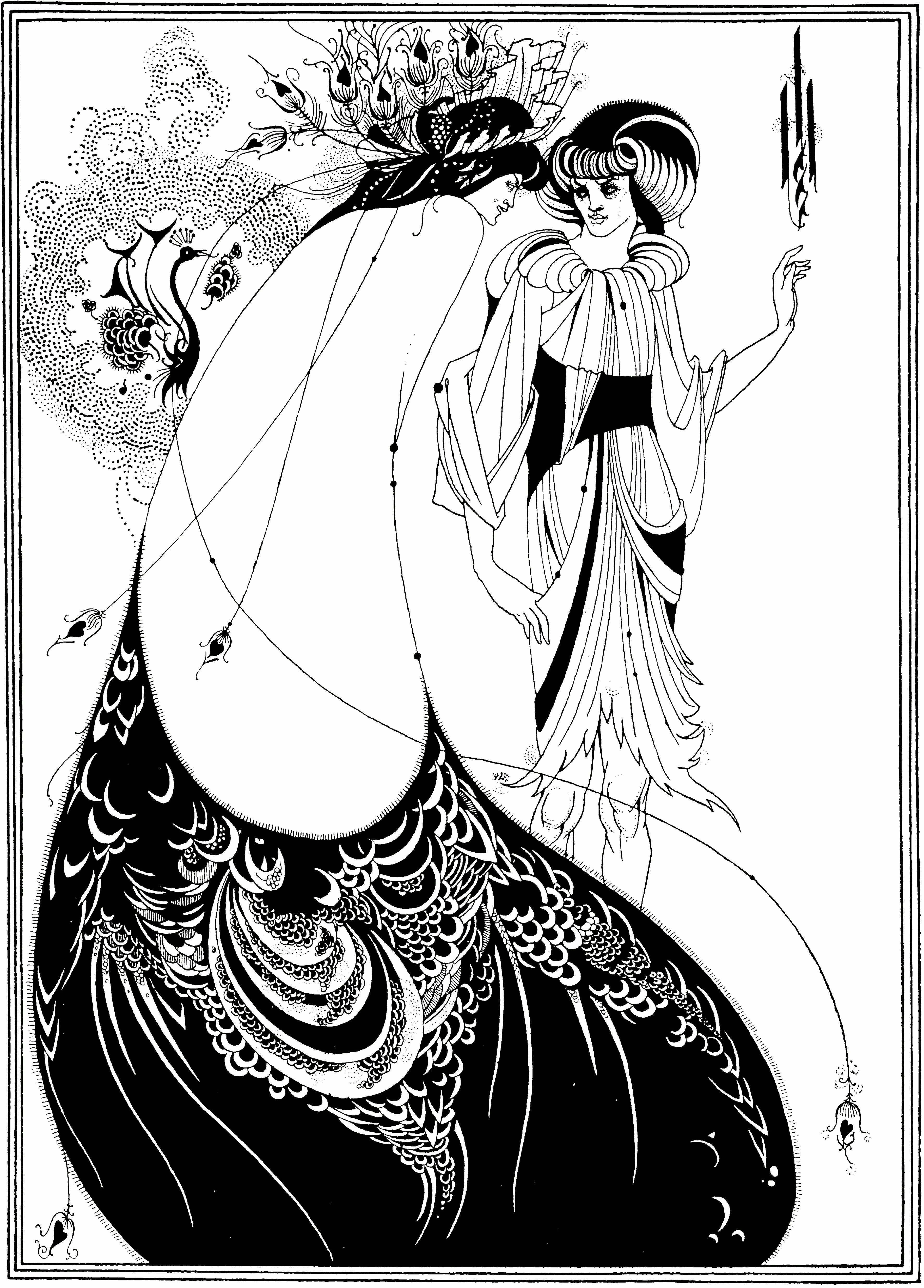
『サロメ』ビアズリーがオスカー・ワイルドの戯曲のために描いた挿絵。1892年
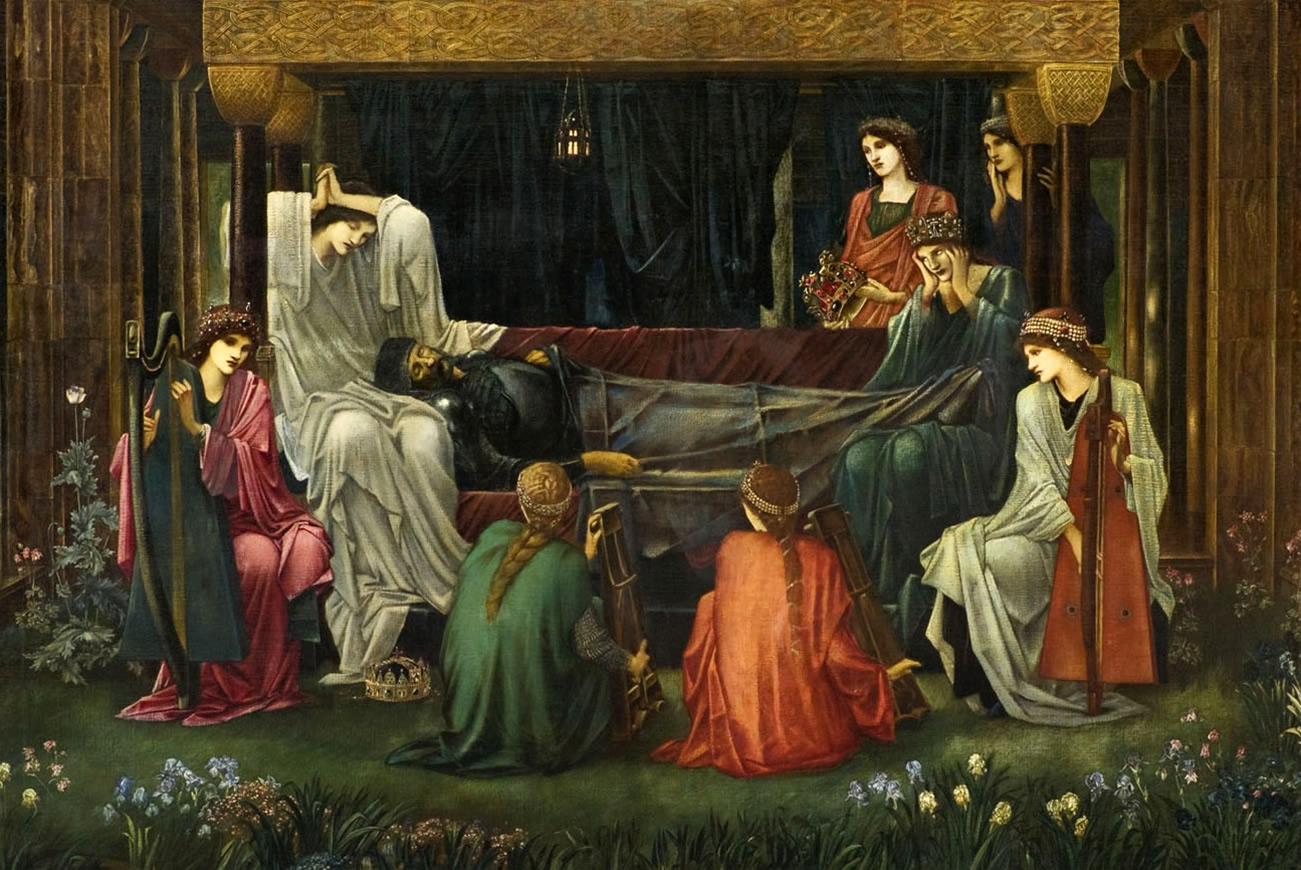
エドワード・バーン＝ジョーンズ『アーサー王最後の眠り』1898年
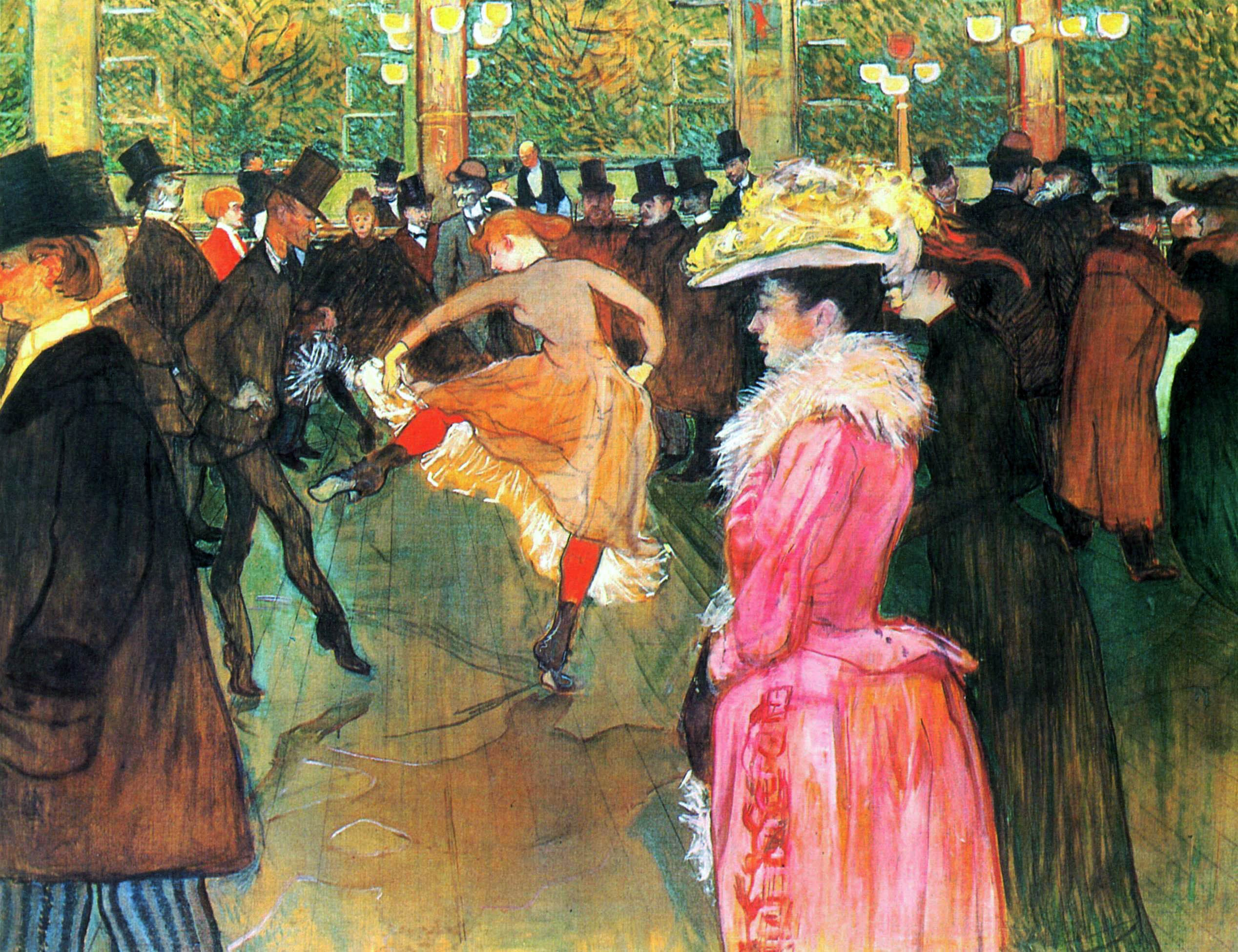
ロートレック『ムーラン・ルージュ』1889-90年
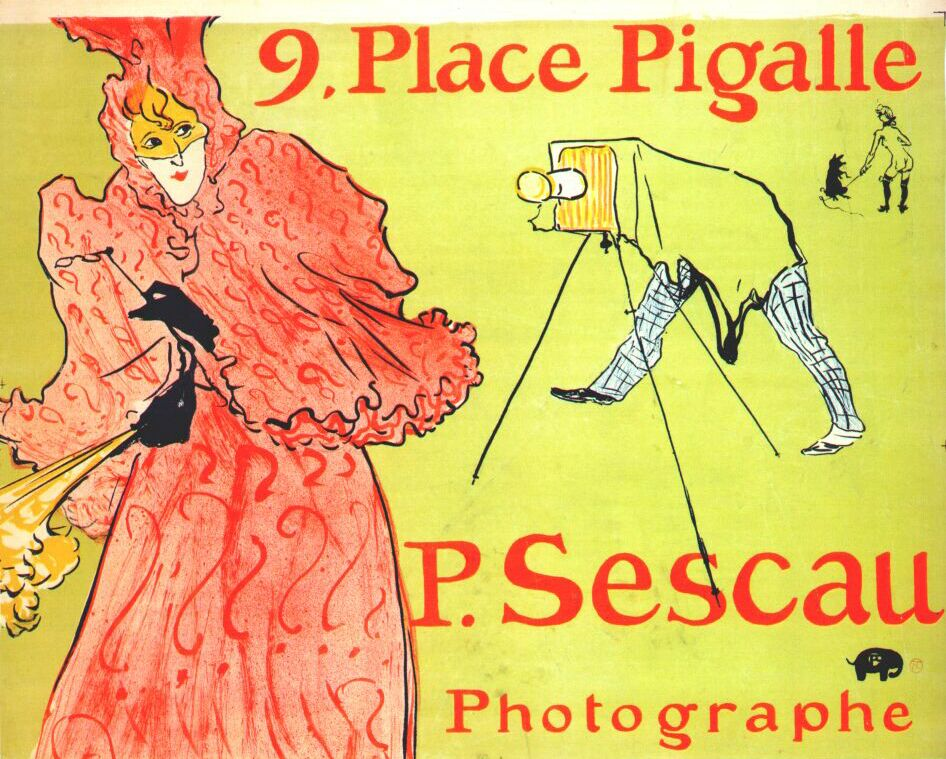
ロートレック『写真家セスコー』1894年
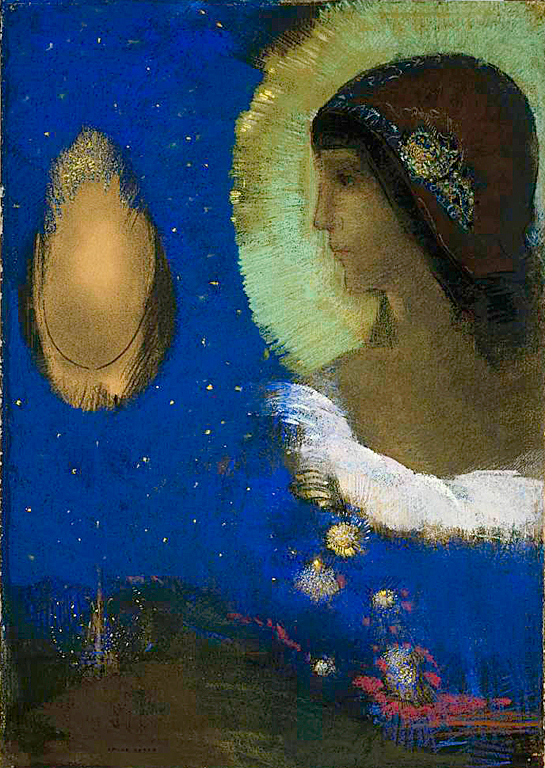
ルドンの幻想的な作品『シタ』1893年
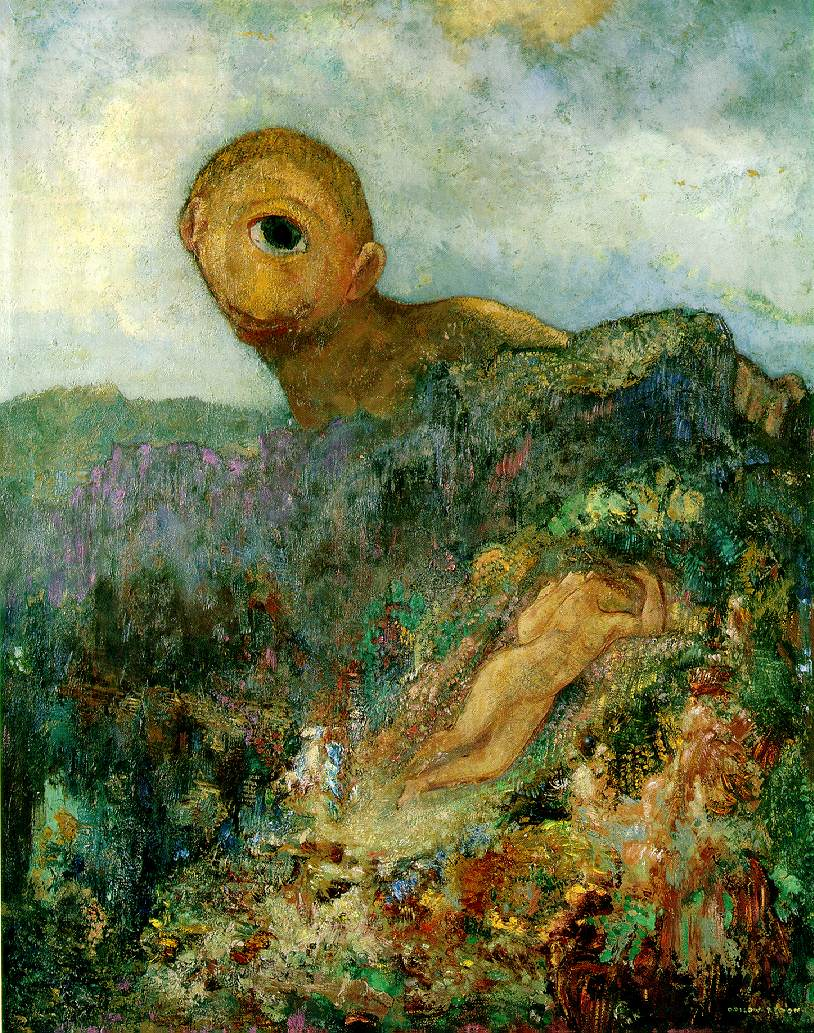
フランス象徴派の詩人たちと交流をもったルドンの『キュクロプス』1898-1900年頃
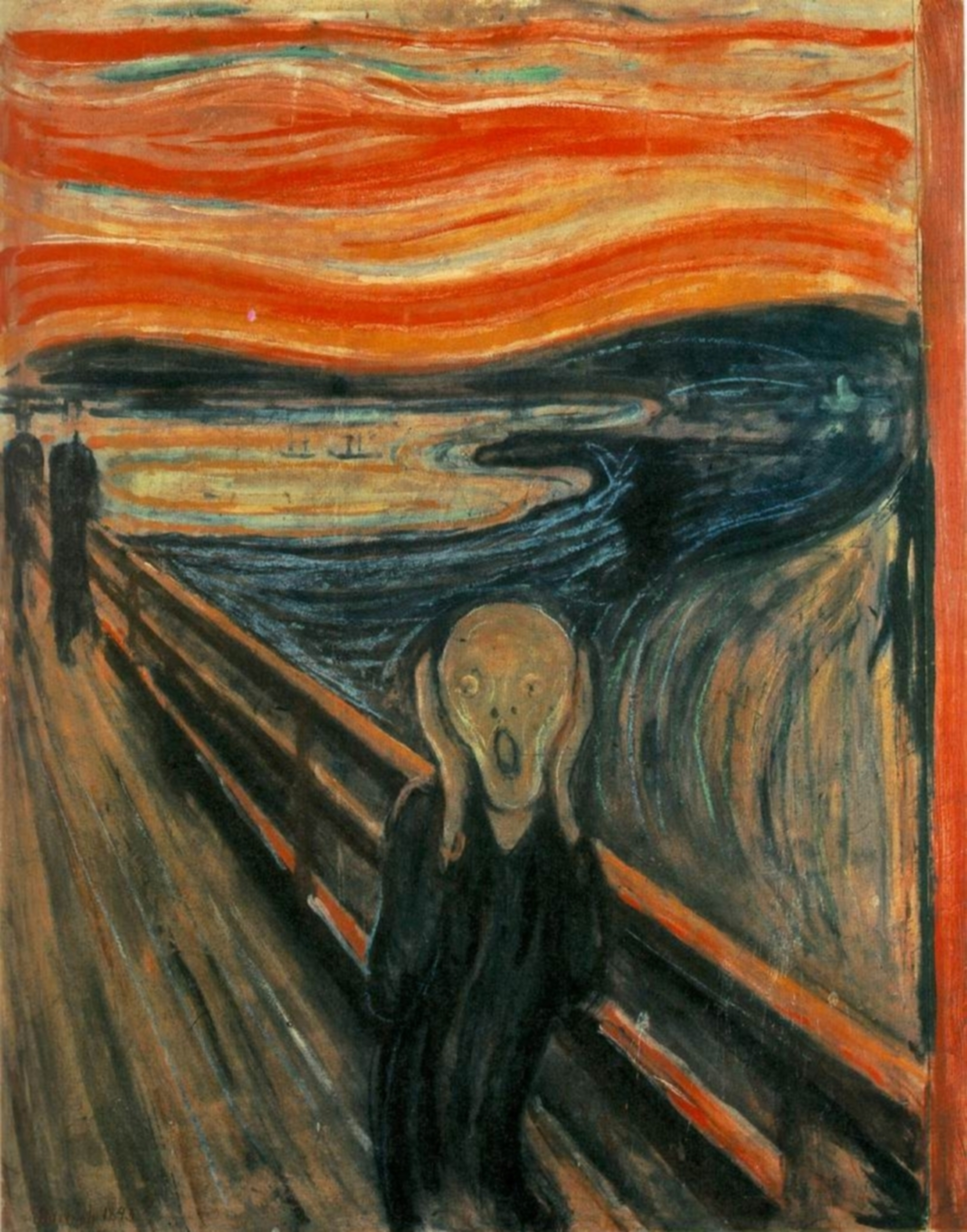
ムンク『叫び』1893年
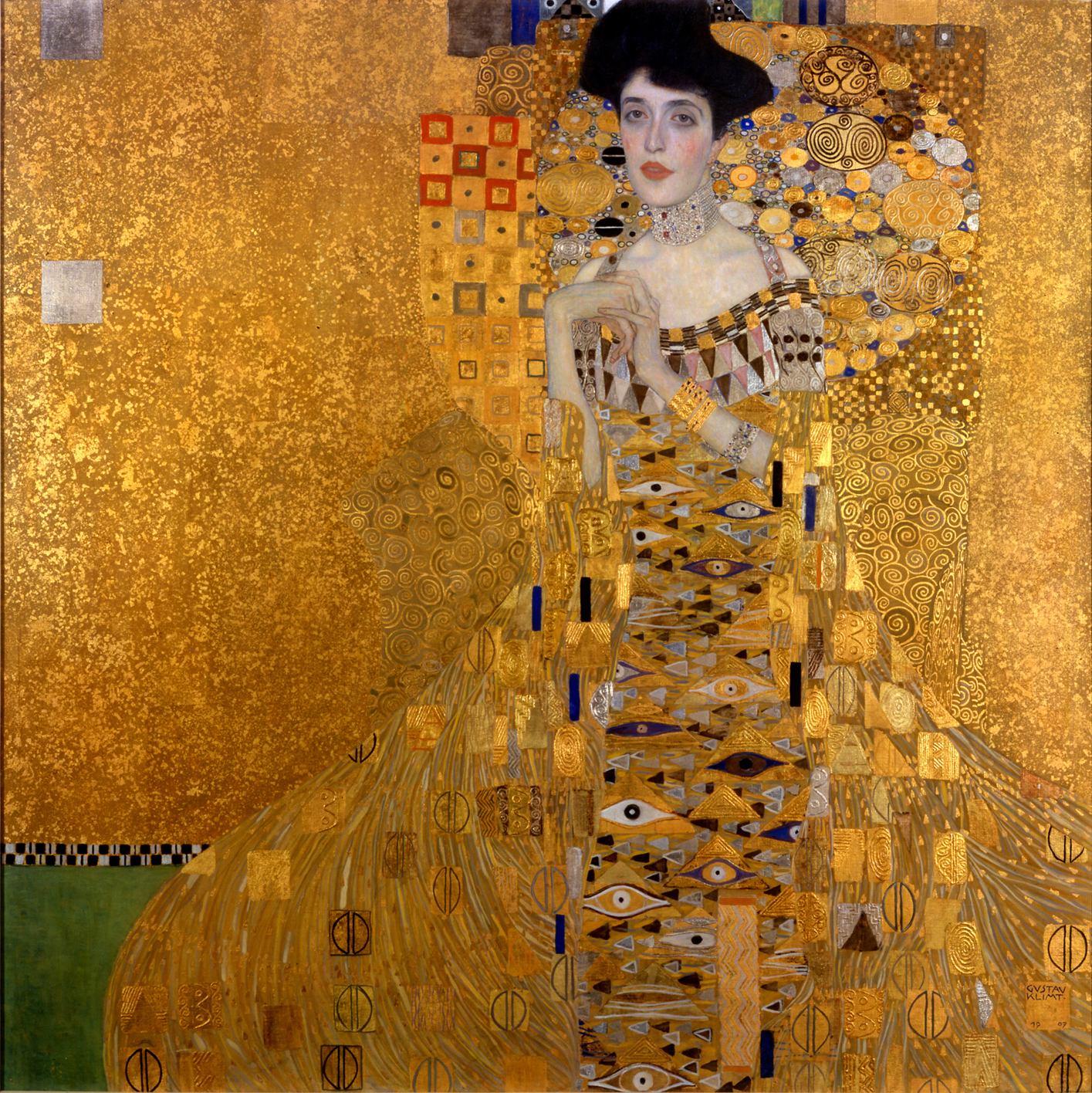
クリムト『アデーレ・ブロッホ＝バウアーの肖像 I』1907年
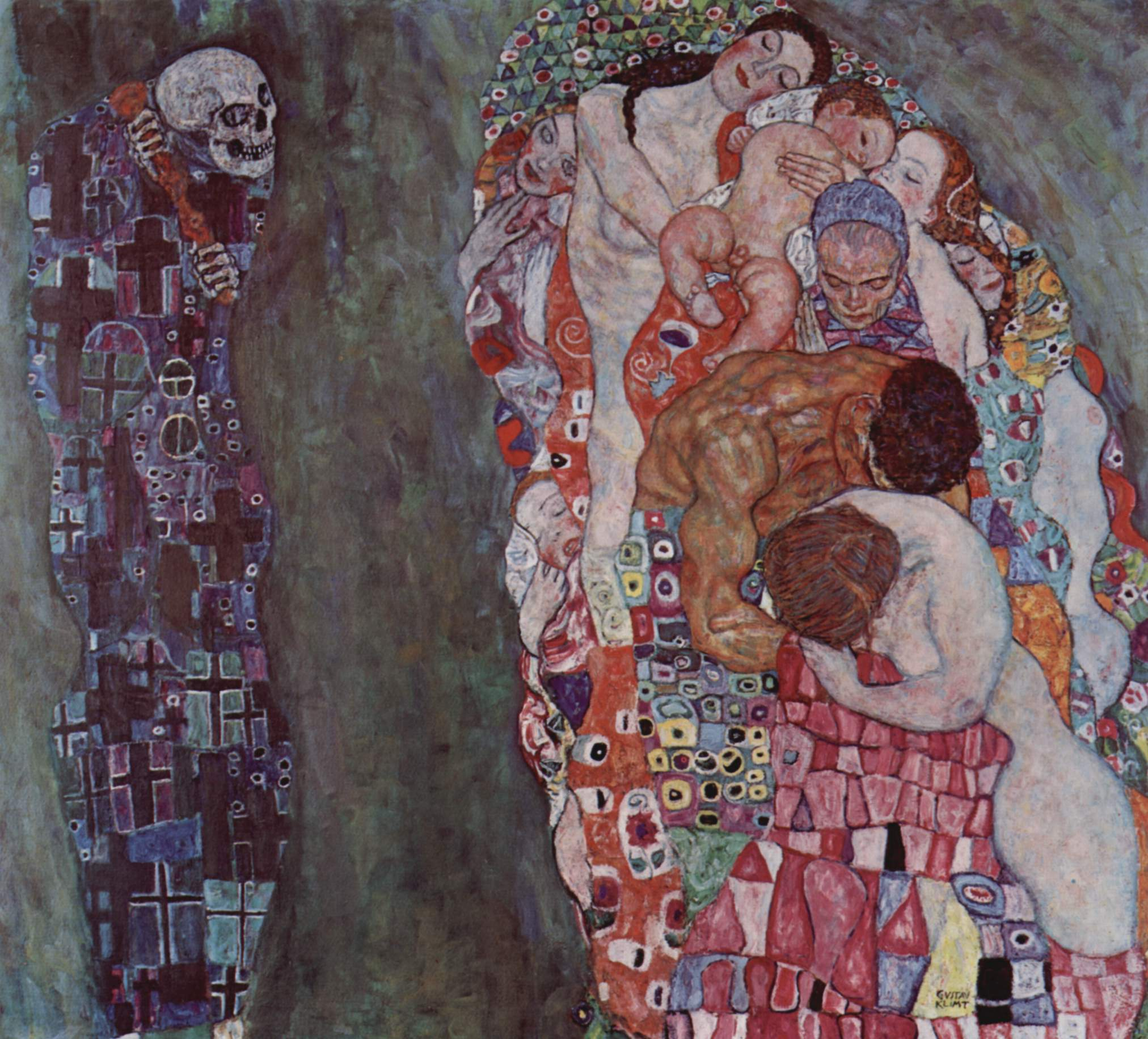
クリムト『死と生』1907-1911年
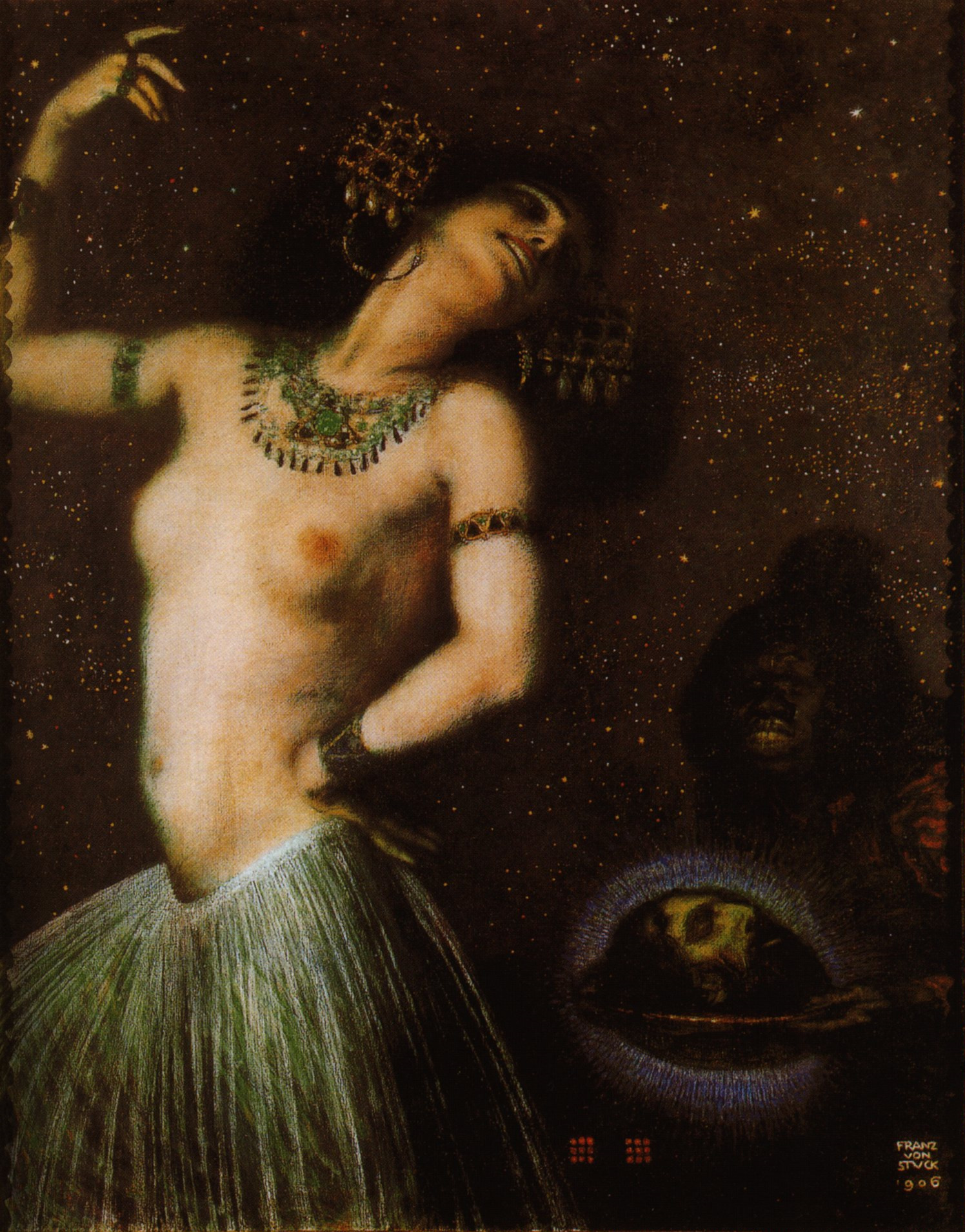
シュトゥック『サロメ』1906年
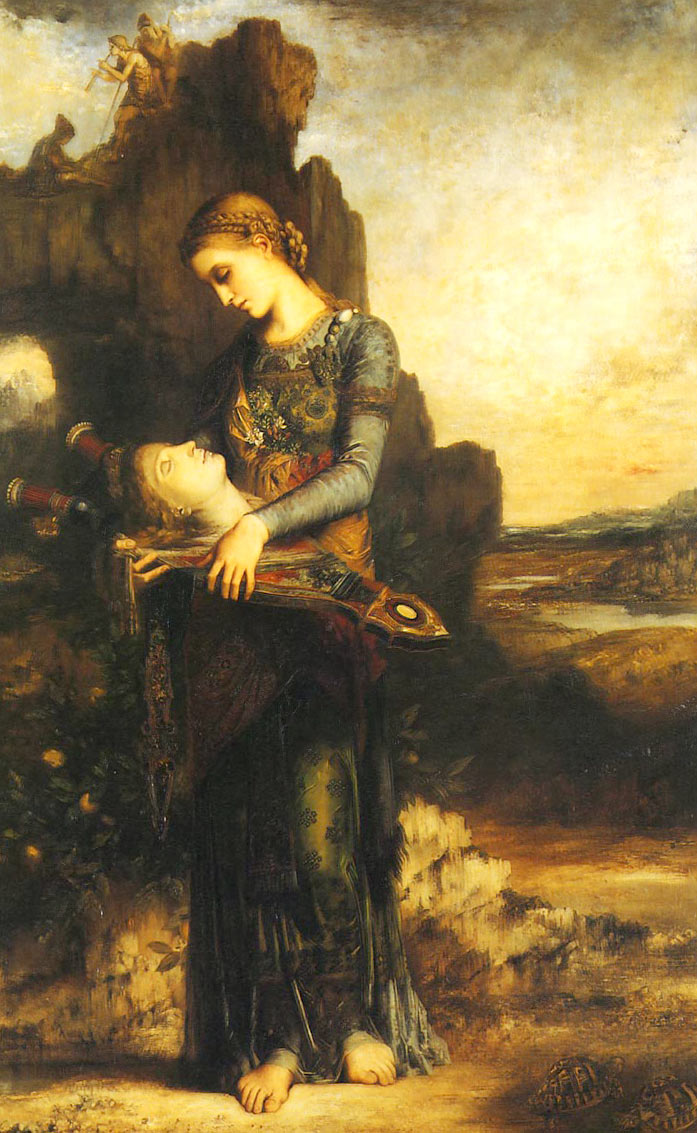
モロー『オルフェウスの首を運ぶトラキアの娘』1866年
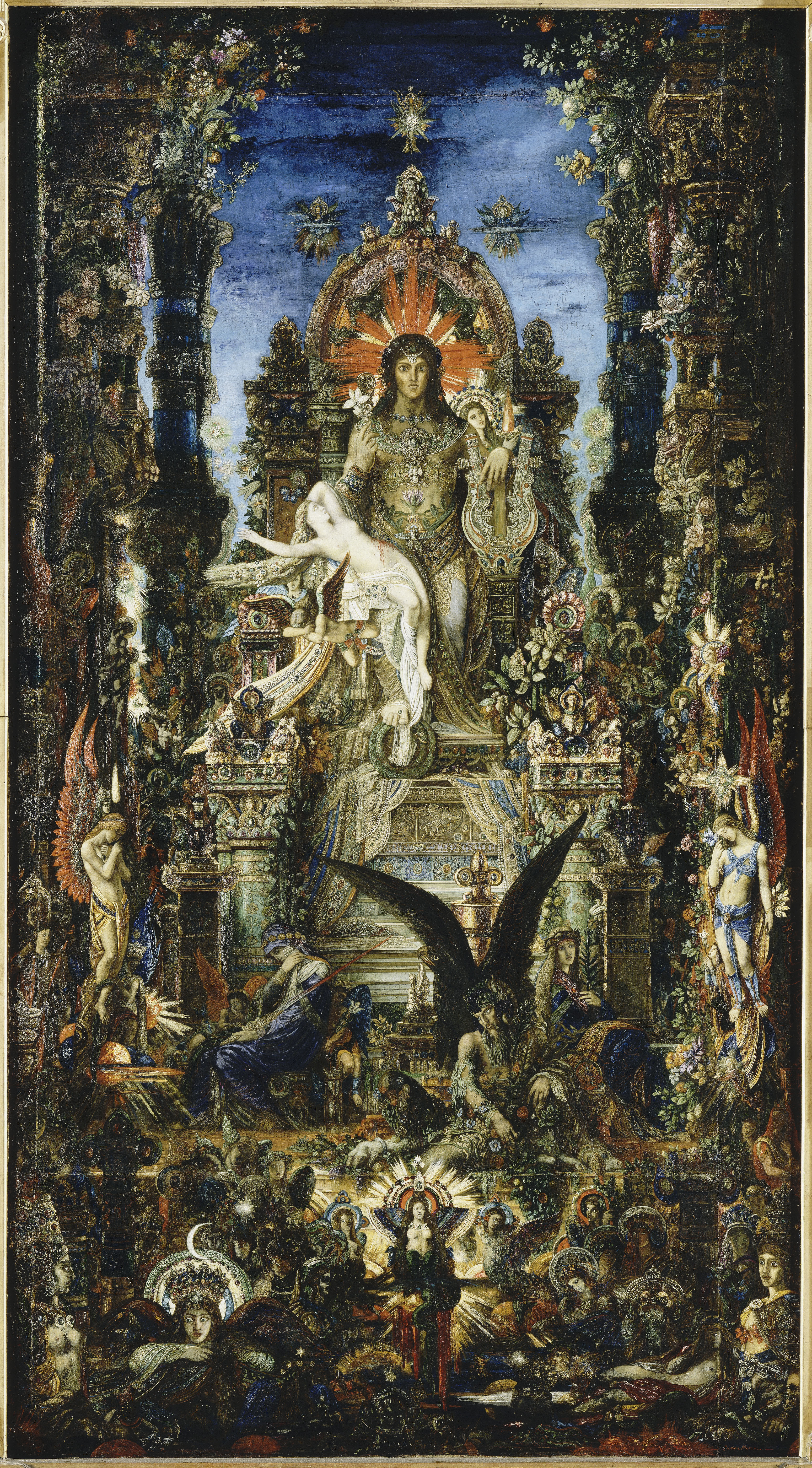
モロー『ユピテルとセメレー』1894-95年
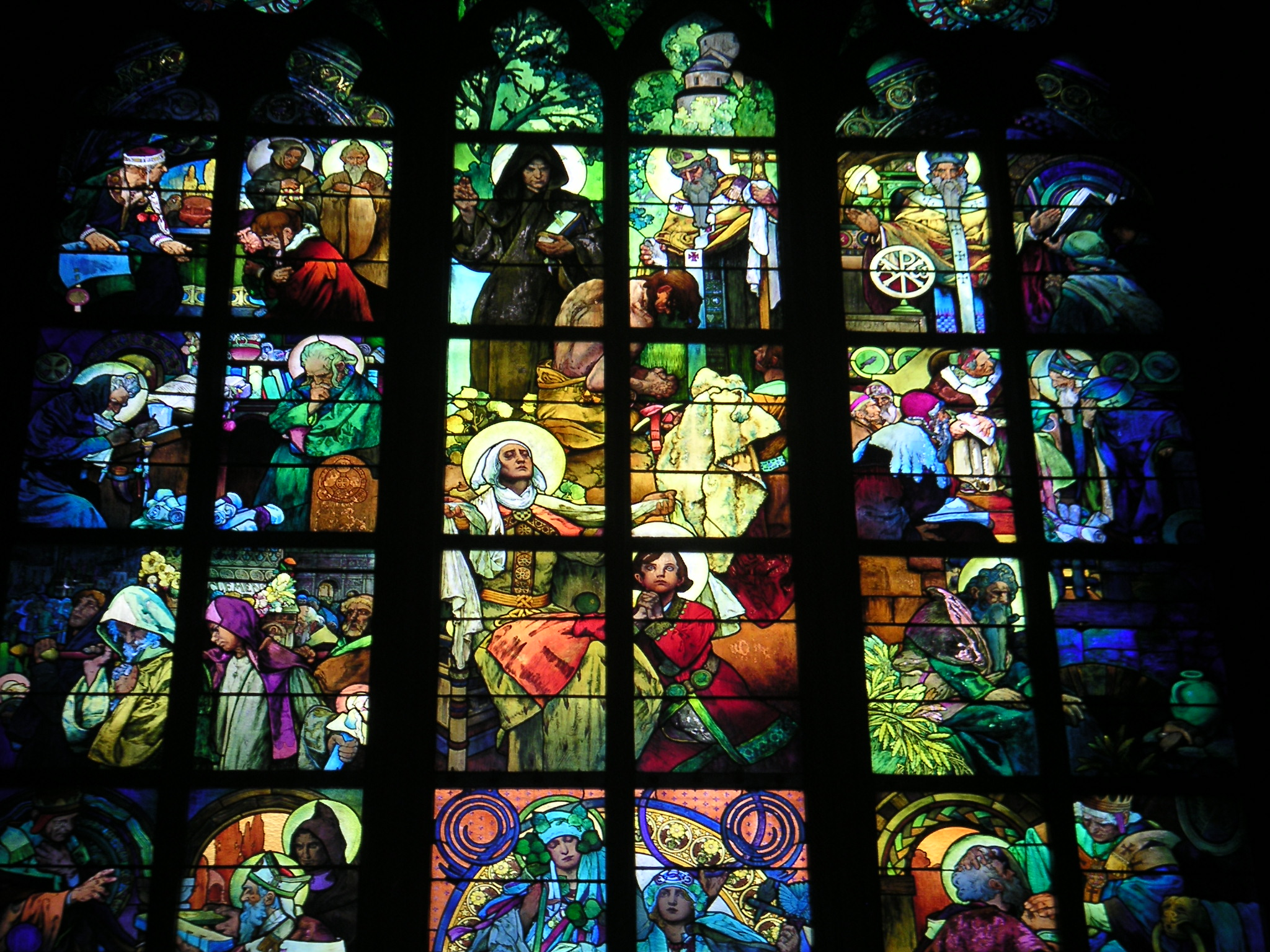
ミュシャ『プラハ聖ヴィート大聖堂のステンドグラス』
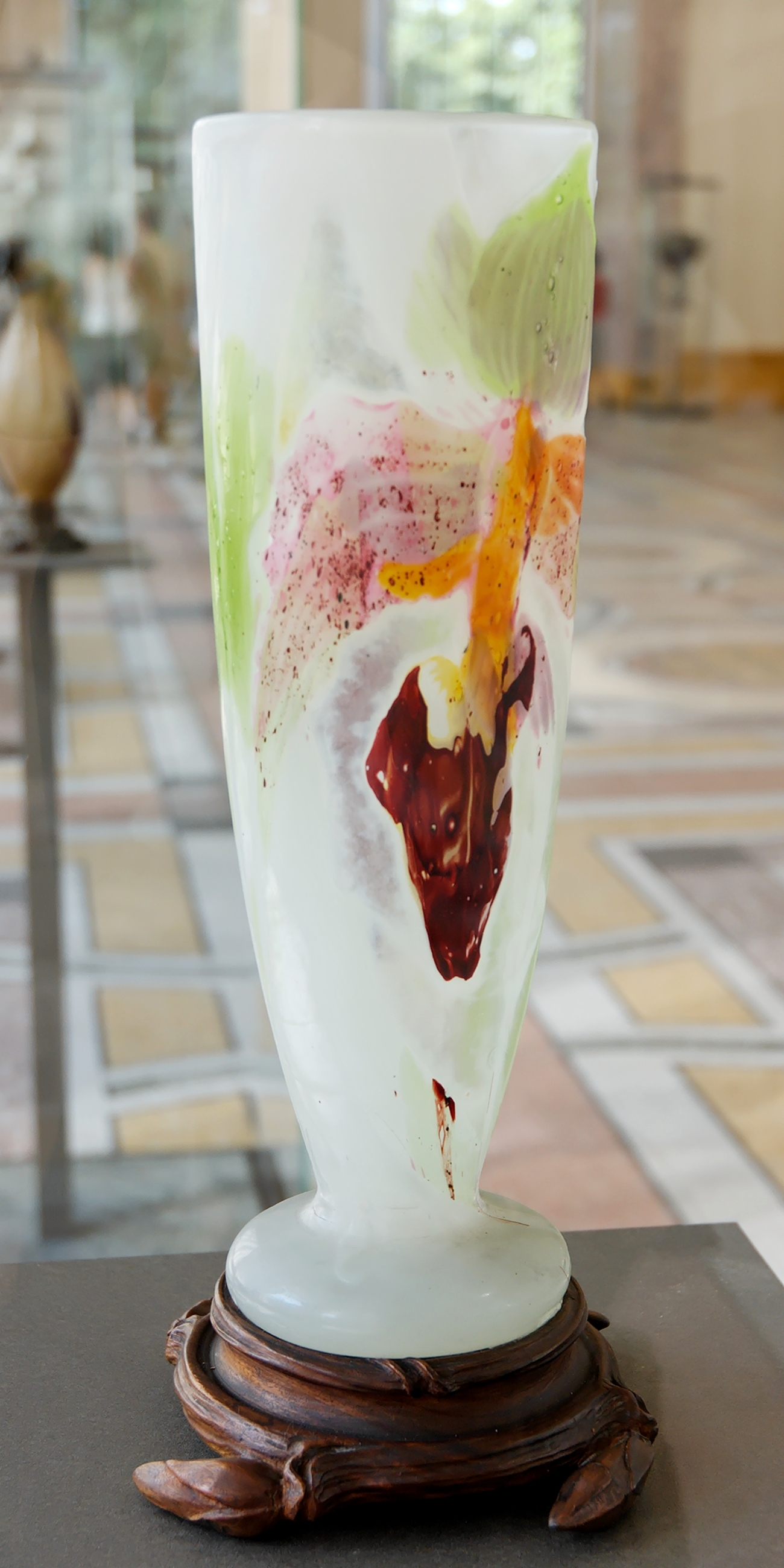
エミール・ガレの花瓶、1898年
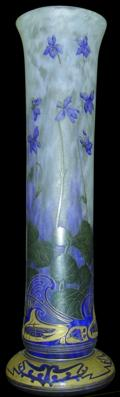
ドーム兄弟の花瓶、1900年頃
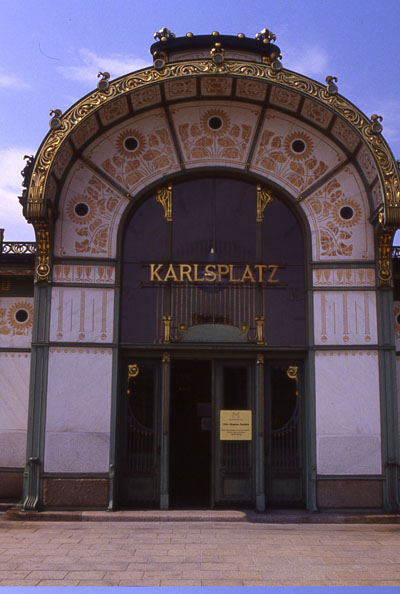
オットー・ワーグナーの建築『カールスプラッツ駅』
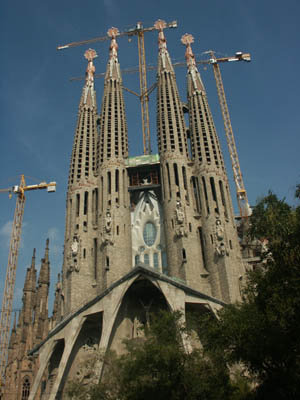
ガウディ『サグラダ・ファミリア教会』1882年 -
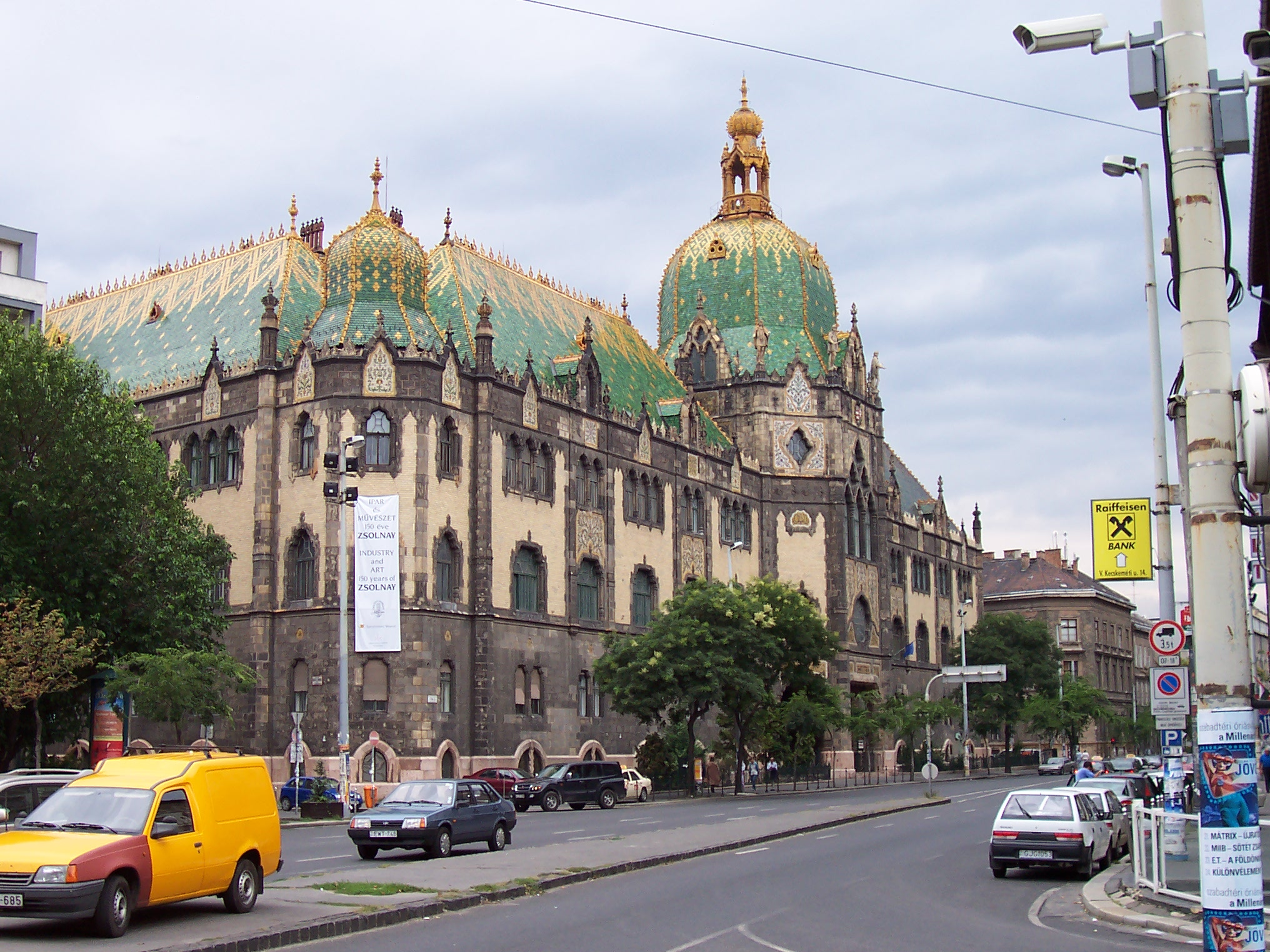
レヒネル・エデン『ブダペスト工芸美術館』1896年
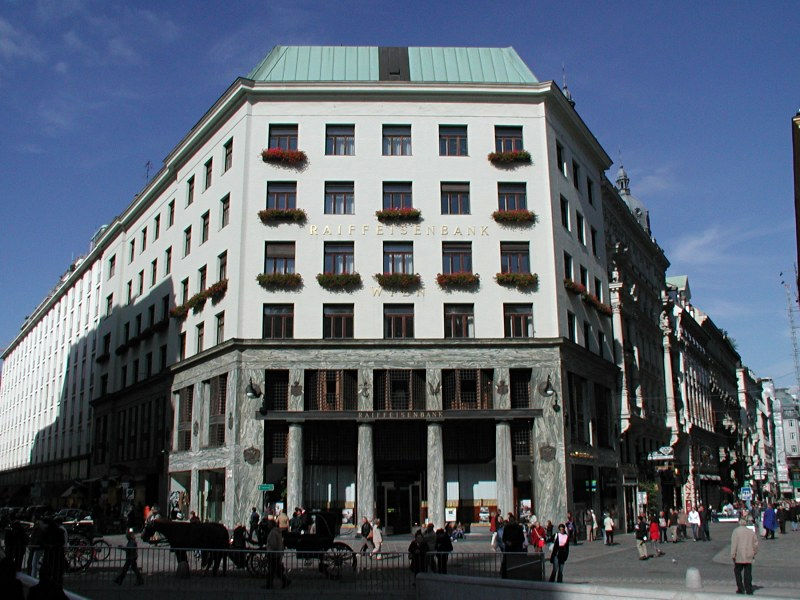
アドルフ・ロース『ミヒャエーラープラッツのロースハウス』1911年
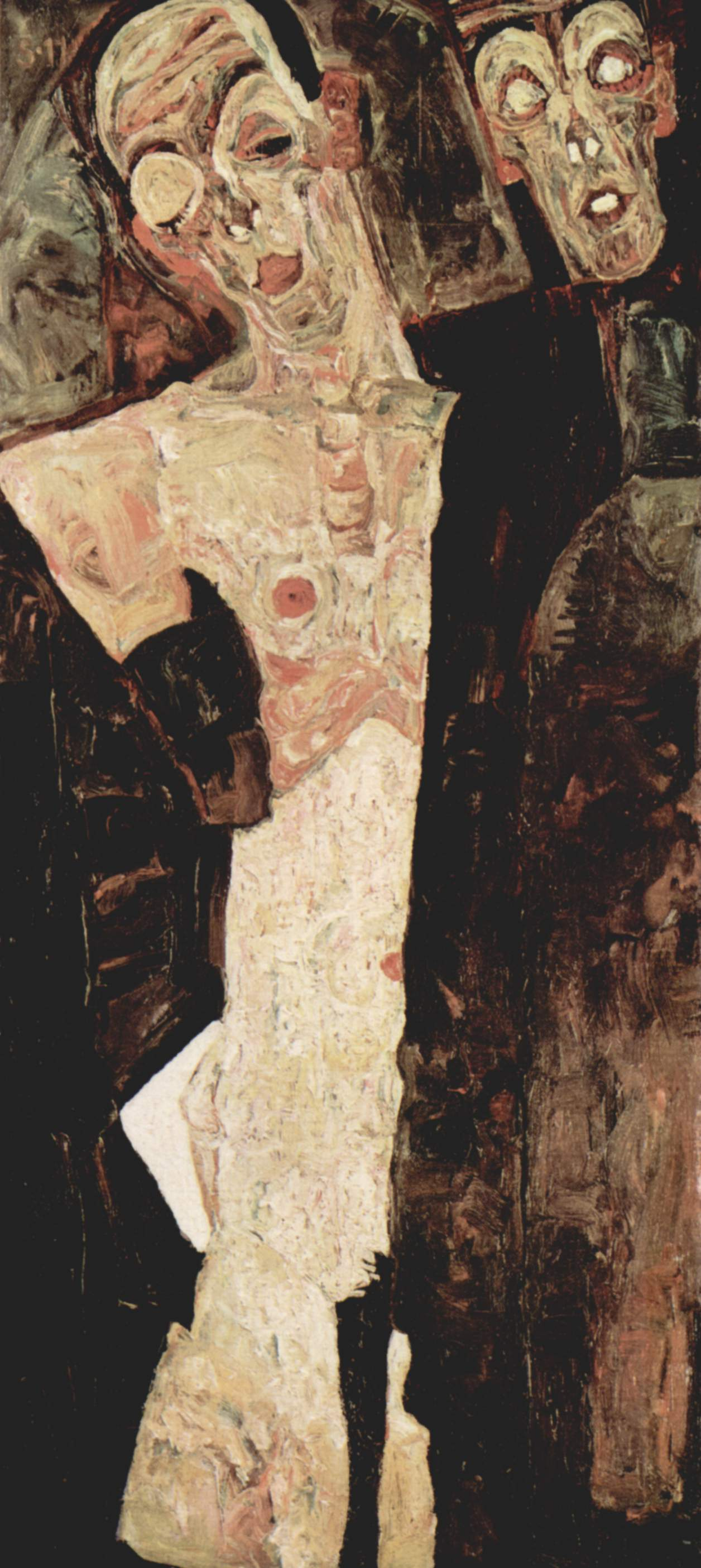
シーレ『予言者』1911年

世紀末ということばは、語彙としては古くより存在したものであるが、1886年にパリで上演された風俗喜劇『ファン・ド・シエクル（fin de siècle, 世紀の終わり）』が大当たりして以来、広く知られるようになったと云われている。それ以来、19世紀末のヨーロッパの時代思潮にみられる諸特徴を称して呼ばれるようになった。一般には、このことばは、ひとつの時代の転換期に特有な文化的な現象や諸形態、とりわけ終末観あるいは終末の予兆を指しているといわれており、デカダンス（退廃）やスノビズム、懐疑主義などとほぼ同義で用いられることが多い。ただし、用法および概念においてそれぞれが必ずしも一致するわけではなく、また、その特徴とされるものの多くは、いずれも世紀の終わりに至って急に現れ出たものというよりは、19世紀を通じてその底部に流れていた潮流や気分といったものが一気に顕在化したものと捉えることができる。
つまりは、19世紀初頭にはじまったバイロンやハイネ、レオパルディ、ミュッセなどのロマン主義に内包されていた「世界苦」の思想や厭世的傾向が、人間のもつ獣性や醜悪な部分にも目を向けたギュスターヴ・フローベールらの写実主義あるいはエミール・ゾラ、ギ・ド・モーパッサンらの自然主義によってあらためて注視され、またエドガー・アラン・ポーらが提示した空想的芸術、さらには、現実から離れ、それ自体独自な人間精神の世界へ目を向けた高踏派などを経て表出したものとみなすことができる。「世紀末」といったときに、上に掲げたデカダンス以下の諸傾向とともにペシミズムや刹那的享楽主義、「美のための美」を追求する芸術至上主義や耽美主義、あるいは逆に唯物主義を含意することが多いのも、19世紀の思潮全体の推移を俯瞰してこそ理解が可能となる。「世紀末」とはこのとき、様々な思潮が現れては交錯し、対立する場でもあったのである。
言い換えるなら、19世紀前期のロマン主義や、中葉の写実主義、自然主義というふうに、一つの大きな流れにまとめられないところに、「世紀末」の芸術ないしは文学運動の特色があったともいえる。

### 「世紀末」の舞台
1880年代のヨーロッパは、ヴィクトリア女王治下の大英帝国、植民地拡大政策をとって一定の成果を収めたフランス、鉄血宰相ビスマルクの指導下で一大勢力となったドイツ帝国、リソルジメント成ったイタリア王国など、対外的にみればいずれも国力の頂点に達していた。
ドイツとイタリア統一のあおりをくらって両国との戦争に敗北、永年の盟友だった帝政ロシアとも東方問題で対立し、さらに諸民族の自立要求と抵抗にも悩まされていたオーストリア＝ハンガリー二重帝国にしても、1880年代は皇帝フランツ・ヨーゼフ1世と、ハンガリーの文化と風土をこよなく愛したエリーザベト皇后のもとで小康状態を保っていた。
こうしたなか、欧米では第二次産業革命とよばれる動きがイギリスのみならず各地で展開していた。物理学・化学・生物学・医学などの自然科学分野で現代につながる重要な発見が続き、蒸気機関車や蒸気船、自動車の改良や動力飛行機の登場、電信・電話の実用化、ディーゼル機関の登場、写真や電球・蓄音機の発明、印刷技術の発達など、おびただしい発明や発見があいついだ。1859年に機械掘りによる原油掘削が成功したのちは「黒いゴールドラッシュ」の時代を迎え、「石油と電力」を基軸とする技術革新は、鉄鋼・電気・化学工業のめざましい発展をもたらした。こうして飛躍的な成長を遂げた技術力と産業力にささえられて、各国が大胆な首都改造に乗り出すとともに、都市は急速に膨張し、社会はめざましい変化にさらされていた。
人々が語らう場も、かつては上流階級に限定されていたサロンがあったが、新興のブルジョワ階級は政治談義の場所などとしてカフェを好み、19世紀中ごろにはサロンに入れない芸術家たちの集まる場所という性格が強くなって、新しい芸術家たちの誕生を促した。さらに、ルノワールが1876年のモンマルトルの踊り場を描いた『ムーラン・ド・ラ・ギャレットの舞踏会』では、正式な舞踏会に行くことのできない庶民が広場で気軽に踊りを楽しんだ様子が描かれている。そしてまた、こうした大衆の政治や文化への参加は、上記の技術革新と相俟ってマスメディアの発達を促したのであった。
このような情況のなかで、一方では依然として人間と社会の進歩・発展を信じる楽天主義や進歩主義も広く、そして根強く存在したが、その一方では、滅びの予感と人間文明に対するペシミスティックな懐疑、科学万能主義に対する反感、通俗的なブルジョワ的生活への嫌悪、官能的陶酔への傾きなどの心性も現れていたのである。その典型として、ジョリス＝カルル・ユイスマンスの小説『さかしま』に登場する主人公のような人間像が掲げられる。
この時期はまた、デイヴィッド・リヴィングストンやヘンリー・モートン・スタンリーのアフリカ探検、スヴェン・ヘディンの中央アジア・チベット旅行、さらには同時期の極地探検などにみられるように未知の世界への冒険が始まった時代でもあった。これは、帝国主義と相補的な動きととらえることができるが、芸術についていえば、ヨーロッパの人々に対し、野生の世界や東洋世界への絶え間ない好奇と関心をもたらすできごとでもあった。
これら19世紀後半の一連の動向は、90年代の新しい芸術の創造を試みる諸活動を産む契機ともなっていった。

### 新しき美の追求
ヨーロッパの世紀末芸術は、フランスでは「アール・ヌーヴォー」（新しい芸術）、イギリスでは「モダン・スタイル」（近代様式）、ドイツでは「ユーゲント・シュティール」（青春様式）とよばれ、いずれも、新たなる美の創生をあらわす多彩な動きとして世人の大いなる関心と期待が寄せられた。この芸術工芸運動は、国により、また地域によって異なった名称を有してはいたが、造形美術だけではなく、建築、工芸デザイン、ポスター、挿絵などあらゆる分野にわたる双方向的な交流・影響関係がみられた点と、華麗な曲線模様を主体とした新しい美学を追求したという点で、互いに似た要素をもっていた。
ウィリアム・モリスを中心とするイギリスのアーツ・アンド・クラフツ運動、雑誌『ルブュ・ブランシュ』の周囲に集まったロートレックやナビ派の若者などフランスの芸術家たち、ベルギーの前衛芸術グループ「自由美学」に集った人々、ドイツの雑誌『ユーゲント』や『パン』を舞台に活躍した芸術家たちが、それぞれにみずからの個性的特色を保ちつつも、この広範な世紀末芸術運動に参加した。ロートレックが油彩を描き続けたまま、果敢にポスターに挑戦したのも、この分野に新しい可能性をみたからであろう。
かれらが新しさを求めたことは、その運動の名称そのものにも表れているが、ミュンヘン、ウィーン、ベルリンで相次いで結成をみた分離派もまた、いわば過去からの「分離」を唱えている点で共通の傾向をもっていた。なかでも1897年にクリムトが結成したウィーン分離派は、一方ではオスカー・ココシュカやエゴン・シーレなどいっそう表現主義的な画家を生み出した一方で、のちに「建築は必要にのみ従う」と唱えたオットー・ワーグナー、さらには「装飾は犯罪である」としてシンプルな造形性のみを求めたアドルフ・ロースのような建築家の成立も促した。
文学分野においては象徴主義（サンボリズム）が起こり、生涯にわたって詩の可能性を求め続けたステファヌ・マラルメ、その破滅的な人生とともに「秋の日の ヴィオロンの……」などの訳詞で知られるポール・ヴェルレーヌ、20世紀の詩人にとりわけ大きな影響を与えたアルチュール・ランボーら真に偉大な詩人たちが続々と現れた。ドイツでも、「神は死んだ」ということばで有名なフリードリヒ・ニーチェが現れ、『ツァラトゥストラはこう語った』で永劫回帰と超人への意思という独自の哲学を確立した。

### 「世紀末」の2つの特性
ところで、「世紀末」とは単に年代や時代区分を指すものではない。たとえば19世紀後半の絵画には、一方でリアリズムを標榜する印象派・後期印象派の流れがあり、それとほぼ並行してアンチ・リアリズムの象徴主義絵画があった。同時にアール・ヌーヴォーと呼ばれる新芸術運動もあれば、伝統的なアカデミー派の絵画も健在だった。しかし、美術や文学の領域では単に19世紀末という限定された時代区分を指すというよりは、その時代に特有のきわだった個性・傾向を指している。クロード・モネやルノワールが「世紀末」にカテゴライズされることは、まずない。
そうした「世紀末」芸術の特性の1つが様式における象徴主義であり、もう1つが主題における、死やエロスへのこだわりなどの特殊性であり、また、社会通念から逸脱した「退廃的」な主題やモティーフを好む傾向であった。そして、芸術家たちは、この2つの特性を展開するための素材を神話、伝説、歴史、聖書、文学、歌劇等に求めた。しかし、これはアカデミー派の「歴史画」とは一線を画しており、「世紀末」の作家たちは説話自体の意味するものを自己の世界に引きつけ、再解釈をしたうえで象徴的、寓意的に提示したのである。それゆえ、その芸術は説話を物語るのみならず、激しい社会の変化のなかでの自己の内面世界をも物語ることとなった。冒頭に掲げたサロメやスフィンクス、オルフェウスなど「異形」の題材が、ことのほか愛されたのもそのためなのである。

## 関連人物
【造形芸術・建築】

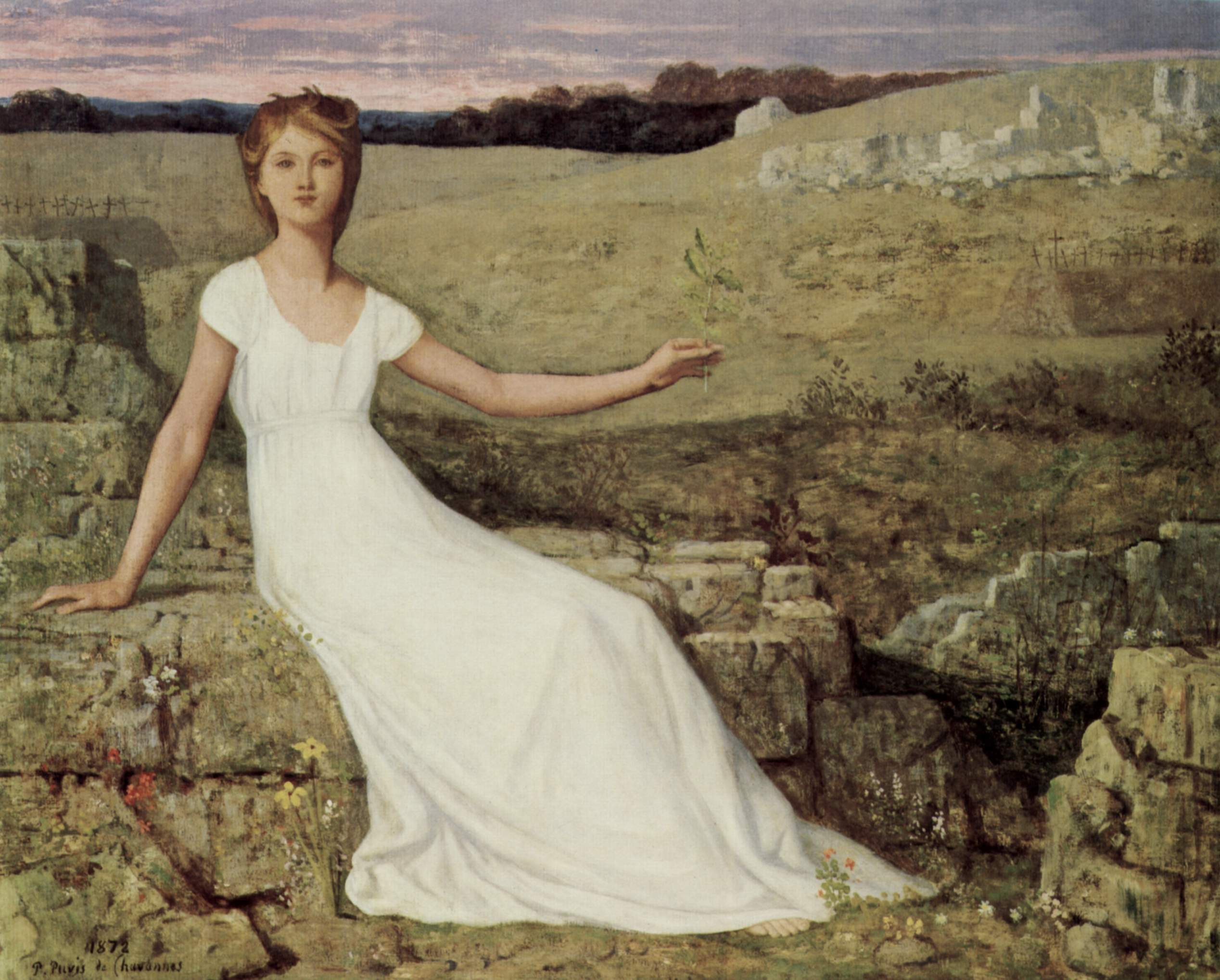
シャヴァンヌ「希望」1872年

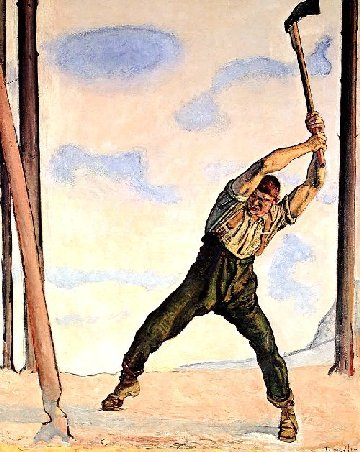
ホドラー「木を伐る人」1910年

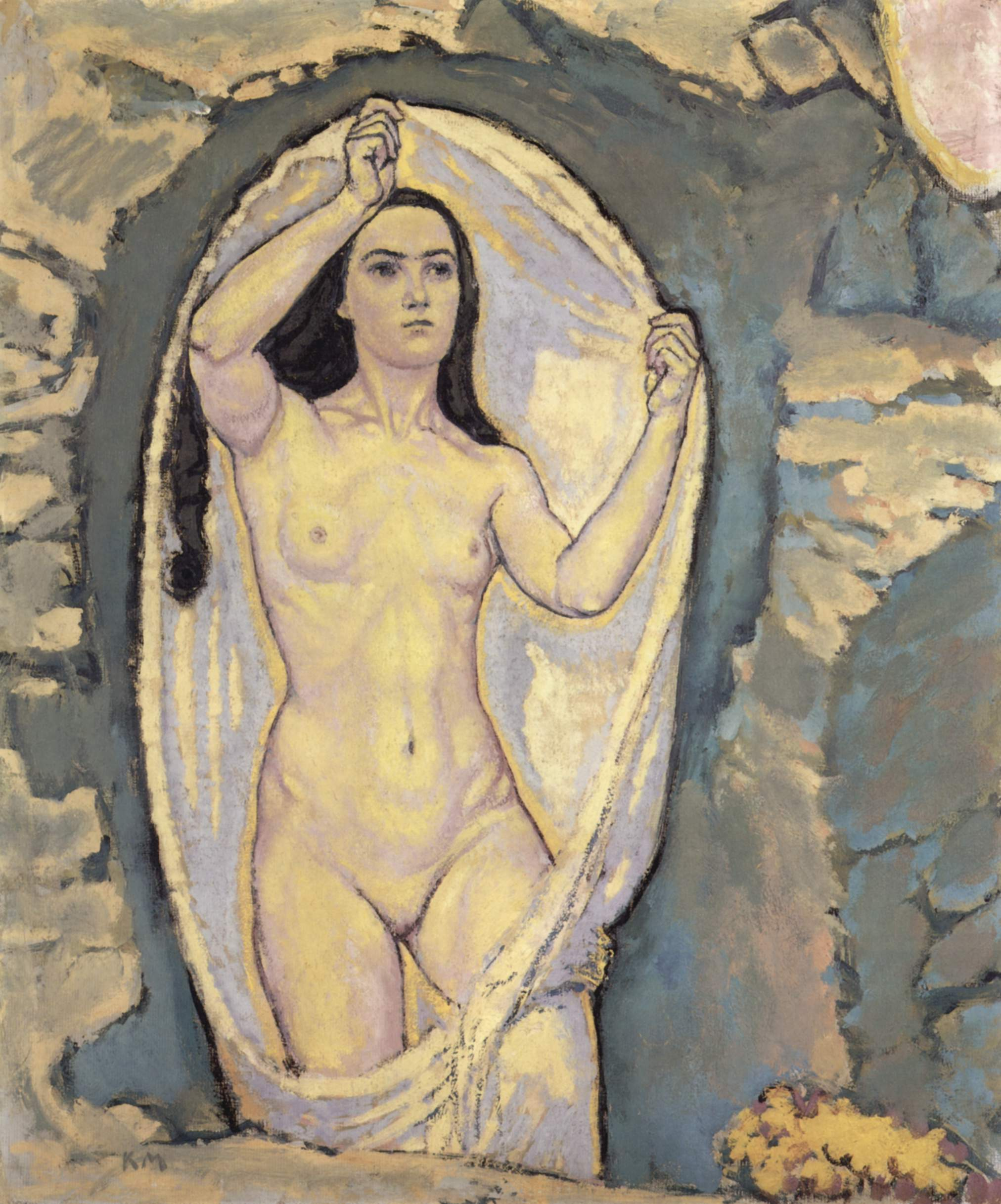
コロマン・モーザー「洞窟のビーナス」1915年

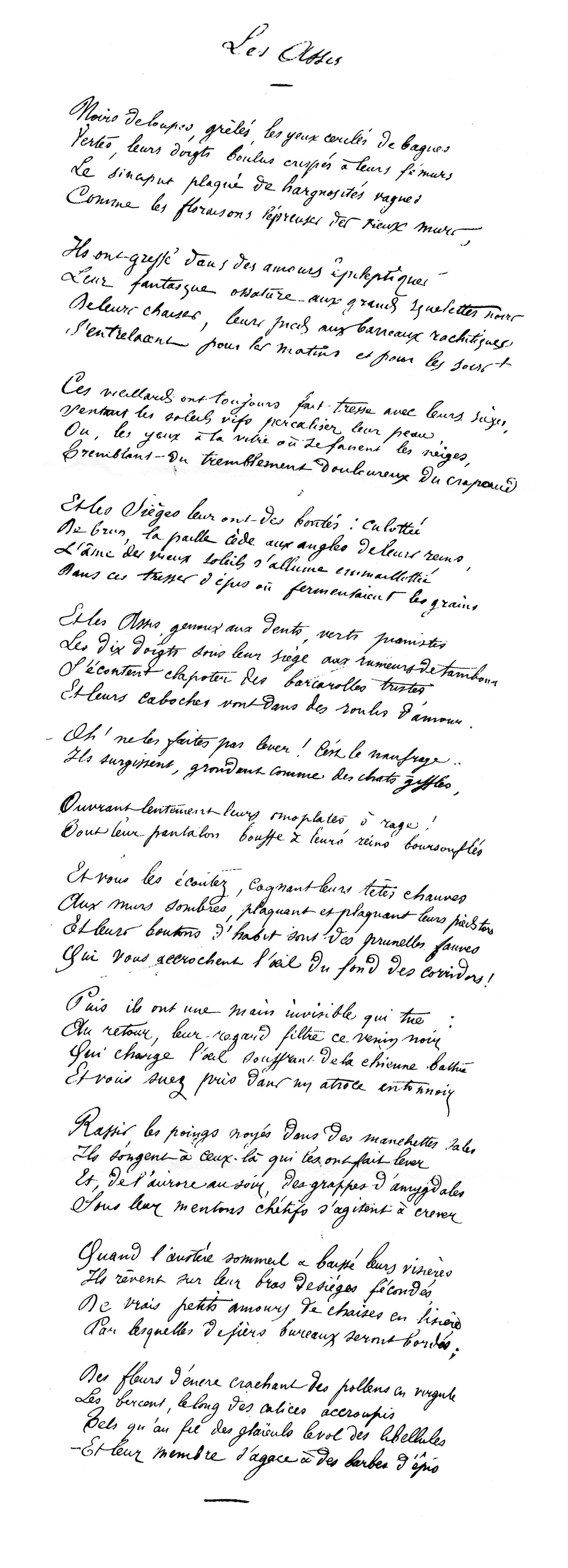
ランボー詩『座せる人々』の自筆原稿

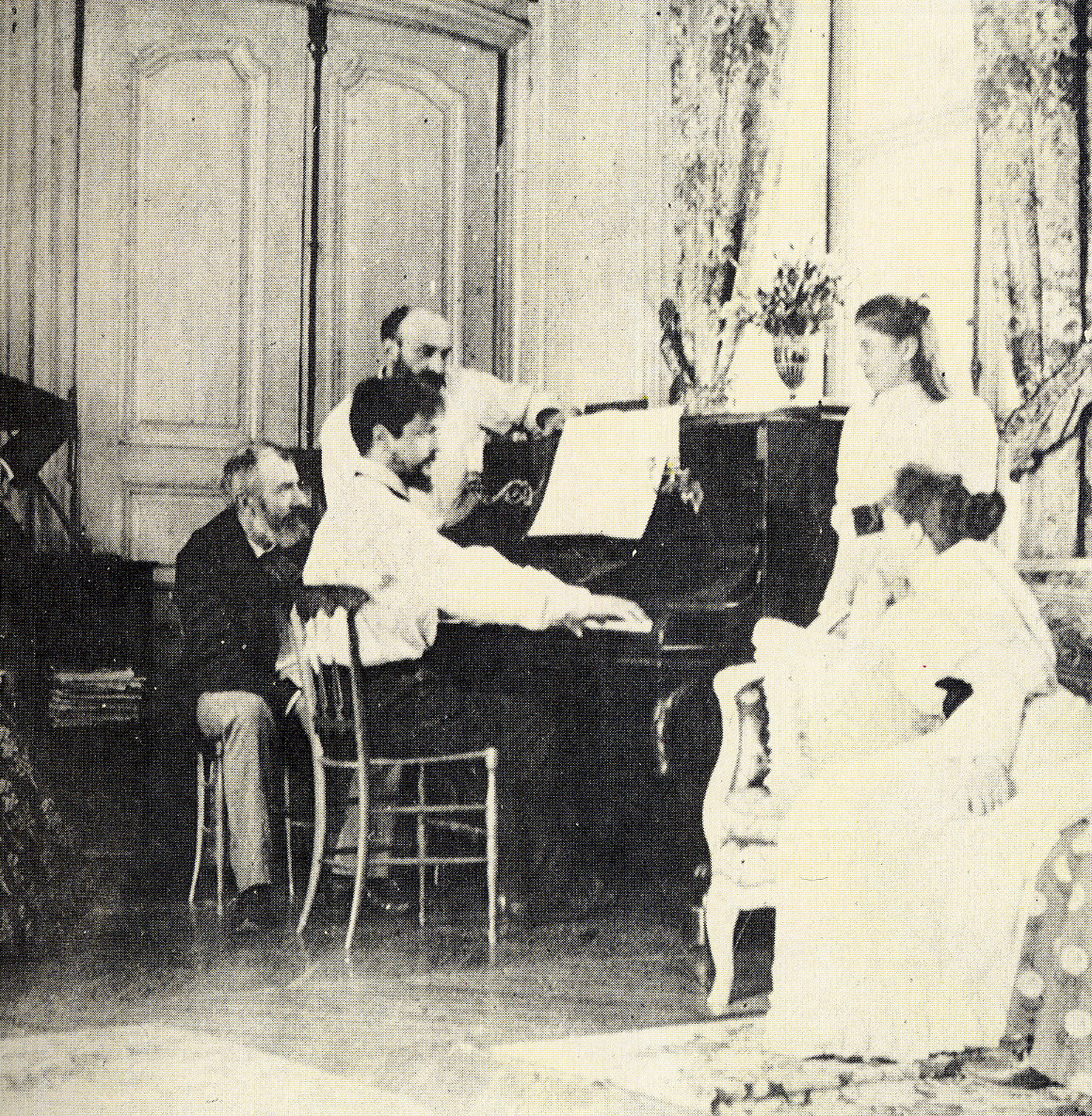
ピアノを弾くドビュッシー1893年

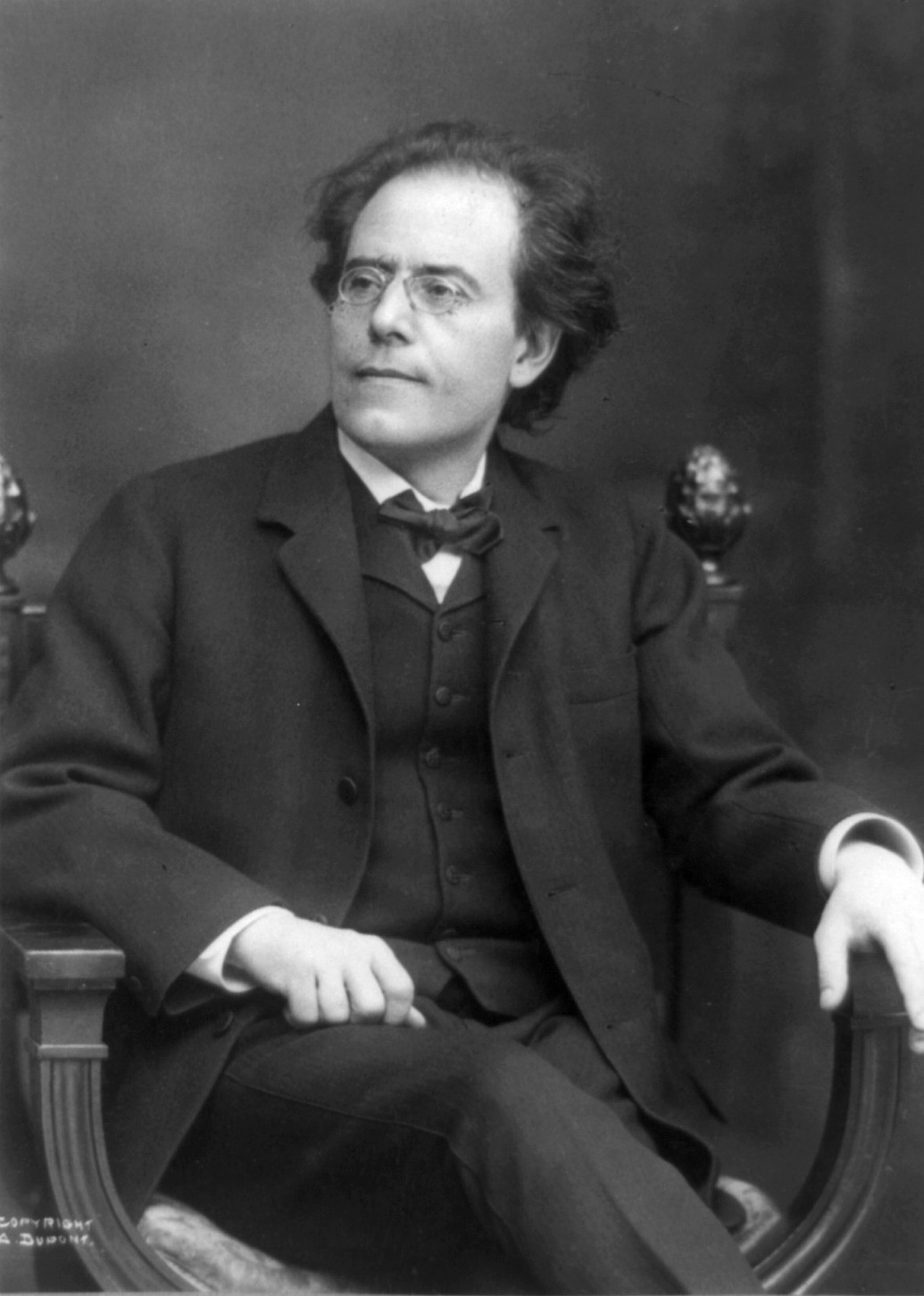
マーラー1909年

- ピエール・ピュヴィス・ド・シャヴァンヌ（1824年 - 1898年、フランス、画家）
- ギュスターヴ・モロー（1826年 - 1898年、フランス、象徴主義の画家）
- アルノルト・ベックリン（1827年 - 1901年、スイス出身、象徴主義の画家）
- ダンテ・ゲイブリエル・ロセッティ（1828年 － 1882年、イギリス、画家・詩人）
- ジョン・エヴァレット・ミレー（1829年 － 1896年、イギリス、画家）
- エドワード・バーン＝ジョーンズ（1833年 - 1898年、イギリス、画家）
- ジェームズ・マクニール・ホイッスラー（1834年－1903年、アメリカ出身、ロンドンで活躍、画家）
- オディロン・ルドン （1840年 - 1916年、フランス、画家）
- オットー・ワーグナー（1841年 - 1918年、オーストリア、建築家）
- レヒネル・エデン（1845年 － 1914年、ハンガリー、分離派の建築家）
- ウォルター・クレイン（1845年 - 1915年、イギリス、画家・イラストレーター）
- エミール・ガレ（1846年 – 1904年、フランス、ガラス工芸家・陶芸家）
- ジョン・ウィリアム・ウォーターハウス（1849年 - 1917年、イギリス、画家）
- アントニ・ガウディ（1852年 - 1926年、スペイン、建築家）
- オーギュスト・ドーム（1853年 - 1909年、フランス、ガラス工芸家）
- フェルディナント・ホドラー（1853年 - 1918年、スイス、画家）
- アレクサンドル・セオン（1855年 - 1917年、フランス、画家）
- レオン・フレデリック（1856年 - 1940年、ベルギー、画家）
- ジョヴァンニ・セガンティーニ（1858年 - 1899年、イタリア、画家）
- フェルナン・クノップフ（1858年 - 1921年、ベルギー、画家）
- ジェームズ・アンソール（1860年 - 1949年、ベルギー、画家）
- アルフォンス・ミュシャ（1860年 - 1939年、モラヴィア生まれ、グラフィックデザイナー）
- ヴィクトール・オルタ（1861年 - 1947年、ベルギー、建築家）
- グスタフ・クリムト （1862年 - 1918年、オーストリア、画家）
- フランツ・フォン・シュトゥック（1863年 - 1928年、ドイツ、画家・版画家・彫刻家・建築家）
- アンリ・ヴァン・デ・ヴェルデ（1863年 - 1957年、ベルギー、建築家）
- エドヴァルド・ムンク（1863年 - 1944年、ノルウェー出身、画家）
- アンリ・ド・トゥールーズ＝ロートレック（1864年 - 1901年、フランス、画家・ポスター作家）
- アントナン・ドーム（1864年 - 1930年、フランス、ガラス工芸）
- リュシアン・レヴィ＝デュルメル（英語版）（1865年 - 1953年、フランス、画家）
- ヨゼフ・マリア・オルブリッヒ（1867年 – 1908年、オーストリア、建築家）
- エクトール・ギマール（1867年 – 1942年、フランス、建築家）
- ウィリアム・ドゥグーヴ・ド・ヌンク（1867年 – 1935年、ベルギー、画家）
- コロマン・モーザー（1868 年- 1918年、オーストリア、画家・デザイナー）
- チャールズ・レニー・マッキントッシュ（1868年 - 1928年、スコットランド、建築家・デザイナー・画家）
- ヨーゼフ・ホフマン（1870年 - 1956年、オーストリア、建築家・デザイナー）
- アドルフ・ロース（1870年 - 1933年、オーストリア、建築家）
- マグヌス・エンケル（1870年 －1925年、フィンランド、画家）
- フランソワ・クプカ（1871年 － 1957年、チェコ出身、画家）
- オーブリー・ビアズリー（1872年 - 1898年、イギリス、画家・詩人・作家）
- ミカロユス・チュルリョーニス（1875年 - 1911年、リトアニア、画家・作曲家）

【文芸】
- モーリス・メーテルリンク （1862年 - 1949年、ベルギー、象徴派詩人・劇作家・随筆家）
- グレゴワール・ル・ロワ （1862年 - 1941年、ベルギー、象徴派詩人）
- ステファヌ・マラルメ （1842年 - 1898年、フランス、象徴派の詩人）
- ポール・ヴェルレーヌ（1844年 - 1896年、フランス、象徴派の詩人）
- ジョリス＝カルル・ユイスマンス （1848年 - 1907年、フランス、作家）
- ピエール・ロティ（1850年 - 1923年、フランス、耽美主義的な作家）
- オスカー・ワイルド（1854年 - 1900年、アイルランド出身、耽美主義詩人・作家・劇作家）
- アルチュール・ランボー（1854年 - 1891年、フランス、象徴派の詩人）
- エミール・ヴェルハーレン（1855年 - 1916年、ベルギー、詩人・劇作家）
- シュテファン・ゲオルゲ（1868年 - 1933年、ドイツ、高踏派の詩人）
- オーブリー・ビアズリー（1872年 - 1898年、イギリス、詩人・作家・画家）
- フーゴ・フォン・ホーフマンスタール （1874年 - 1929年、オーストリア、詩人・作家・劇作家）

【音楽】
- アントン・ブルックナー（1824年 - 1896年、ウィーンで活躍した作曲家）
- グスタフ・マーラー（1860年 - 1911年、ウィーンで活躍した作曲家・指揮者）
- クロード・ドビュッシー（1862年 - 1918年、フランス、作曲家）
- アルノルト・シェーンベルク (1874年 - 1951年、オーストリア出身、作曲家）

【その他】
- チャールズ・ダーウィン（1809年 - 1882年、イギリス、進化論の提唱）
- フリードリヒ・ニーチェ （1844年 - 1900年、ドイツの思想家・哲学者・古典文献学者）
- マックス・ノルダウ（1849年 - 1923年、ハンガリー出身、『頽廃論』の著者）
- カール・ウィトゲンシュタイン（1847年 - 1913年、オーストリアの実業家、哲学者ルートヴィヒ・ウィトゲンシュタインの父でクリムトと親交をもつ）
- ジークムント・フロイト（1856年 - 1939年、オーストリア、精神分析学創始者）
- ルートヴィヒ・ウィトゲンシュタイン（1889年 - 1951年、オーストリア出身の哲学者）